# Sestrînivka, Kozeatîn
Sestrînivka (în ucraineană Сестринівка) este o comună în raionul Kozeatîn, regiunea Vinnița, Ucraina, formată numai din satul de reședință.

## Demografie
Componența lingvistică a satului Sestrînivka
     Ucraineană (99,74%)
     Alte limbi (0,26%)
Conform recensământului din 2001, majoritatea populației satului Sestrînivka era vorbitoare de ucraineană (99,74%), existând în minoritate și vorbitori de alte limbi.